# Mydrosomella gaullei
Mydrosomella gaullei är en biart som först beskrevs av Joseph Vachal 1904.  Mydrosomella gaullei ingår i släktet Mydrosomella och familjen korttungebin. Inga underarter finns listade i Catalogue of Life.